# 迎康子
迎 康子（むかい やすこ、旧姓：福田〈ふくだ〉、1950年7月31日 - ）は、NHKの元チーフアナウンサー。現在はシニアスタッフ。

## 来歴・人物
東京都生まれの埼玉県育ち。埼玉県立浦和第一女子高等学校、東京学芸大学教育学部卒業後、1974年にNHKに入局。主にラジオ畑を歩み、『ラジオ深夜便』にはその立ち上げからかかわった。
2002年6月から4年間、北九州放送局に勤務。異動は夫の転勤に伴うものだった。この間、北九州市の環境審議会委員を務め、赴任翌年に移転した同局の公開イベントとして「朗読フェスティバル」を企画するなど地域活動に積極的に参加。また、現場トップとして女性職員の勤務環境改善に大きく貢献する。これらの活動が高く評価され、離任前の時期に北九州市から表彰された。
2006年夏に東京に戻ってからは再び『ラジオ深夜便』のアンカーを務めているが、異動後もNHKが絡むイベントなど機会をみて北九州を訪れている。
2010年に定年を迎えるも、嘱託職を経てシニアスタッフとして引き続きNHKに在籍している。
趣味は陶芸、美術館めぐり。特技は早口ことば。

## 現在の出演番組
- ラジオ深夜便（2010年4月1日 - 、ラジオ第1） - 第1・第3・第5木曜23:05〜翌金曜5:00のアンカー

## 過去の担当番組
- 女性手帳（1974年9月16日 - 1977年8月30日、総合テレビ） - きき手[1]
- スタジオ102（1977年8月30日 - 1978年3月31日、総合テレビ） - 司会[1]
- 高校生の広場（1978年9月4日、教育テレビ） - きき手
- くらしのカレンダー（ラジオ第1）
- 午後のロータリー（ラジオ第1）[1]
- こんばんはラジオセンター（ラジオ第1）[1]
- おやすみの前に（ラジオ第1）[1]

## 北九州時代のイベント
- 「北九州市立文学館の集い」（2006年12月） - 迎が立ち上げた「朗読フェスティバル」の関連イベント。北九州市立文学館の開館を記念して実施されたもので、地元出身（現役中間市民）の芥川賞作家・村田喜代子とのトークショーで聞き手を務めた。
- 「ラジオ深夜便のつどい」（2007年2月4日開催、水巻町） - 「深夜便のつどい」自体は全国で実施されているイベントだが、北九州市の西隣、水巻町で行われたこともあり、関西発担当の峯尾武男とともにアンカー代表として出演。